# (612242) 2001 QQ322
2001 QQ322, também escrito como 2001 QQ322, é um objeto transnetuniano (TNO) que está localizado no cinturão de Kuiper, uma região do Sistema Solar. Ele é classificado como um cubewano. O mesmo possui uma magnitude absoluta de 6,4 e tem um diâmetro com cerca de 171 km, por isso é improvável que o mesmo possa ser classificado como um planeta anão, devido ao seu tamanho relativamente pequeno. Este corpo celeste é um sistema binário, o outro componente, o S/2008 (2001 QQ322) 1, possui um diâmetro estimado em cerca de 156 km.

## Descoberta
2001 QQ322 foi descoberto no dia 21 de agosto de 2001 por Marc W. Buie.

## Órbita
A órbita de 2001 QQ322 tem uma excentricidade de 0,051 e possui um semieixo maior de 43,837 UA. O seu periélio leva o mesmo a uma distância de 41,587 UA em relação ao Sol e seu afélio a 46,086 UA.